# Ettajdid
Die Ettajdid-Bewegung (arabisch حركة التجديد, DMG Ḥarakat at-Taǧdīd, französisch Mouvement Ettajdid, „Bewegung für Erneuerung“), auch einfach als Ettajdid bezeichnet, war eine gemäßigt linke und säkulare Partei in Tunesien. 
Sie ging im April 1993 aus der Tunesischen Kommunistischen Partei hervor, nachdem diese ihre frühere Ideologie abgelegt hatte. Während der Präsidentschaft von Zine el-Abidine Ben Ali war die Partei eine der wenigen legalen Oppositionsparteien, wurde aber von Regierungsorganen behindert. Nach der tunesischen Revolution 2011 war sie Teil des von ihr geführten Wahlbündnisses Demokratisch-Modernistischer Pol. Im April 2012 verschmolz sie mit anderen Bestandteilen des Pols zum Sozial-Demokratischen Weg.
Von der Gründung bis 2007 war Mohamed Harmel, anschließend Ahmed Brahim Erster Sekretär der Partei.
Ettajdid veröffentlichte die Parteizeitung at-Tariq al-Jadid („Neuer Pfad“). Ihre Parteifarbe war blau.

## Geschichte
Auf ihrem Parteitag am 22. und 23. April 1993 beschloss die Tunesische Kommunistische Partei, ihre bisherige Ideologie aufzugeben und sich in die Ettajdid-Bewegung umzuwandeln. Erster Sekretär der Partei wurde Mohamed Harmel, der dieses Amt zuvor schon ab 1981 in der Kommunistischen Partei innegehabt hatte. Die neue Partei erhielt noch im gleichen Jahr die Zulassung durch das Innenministerium. Statt Kommunismus strebte sie nun eine Soziale Marktwirtschaft an und verfolgte eine Mitte-links-Linie. Bei den Parlamentswahlen in Tunesien 1994 gewann die Partei vier Sitze. Dies stieg auf fünf Sitze bei der Parlamentswahl 1999 an, bevor es wieder auf drei bei der Wahl 2004 fiel. 
Ahmed Brahim übernahm 2007 die operative Führung, Mohamed Harmel blieb bis zu seinem Tod 2011 lediglich protokollarischer Vorsitzender. Die parlamentarische Vertretung ging nach der Wahl 2009 erneut zurück auf nur noch zwei Sitze. Dies machte die Partei schließlich zur kleinsten der sieben im tunesischen Parlament vertretenen Parteien. Bei der gleichzeitigen Präsidentschaftswahl war Ahmed Brahim der einzige wirklich oppositionelle Kandidat. Die anderen gegen Ben Ali antretenden Kandidaten gehörten mit dem System arrangierten Satellitenparteien der herrschenden RCD an. Regierungsorgane und staatsnahe Medien machten Brahims Wahlkampf fast unmöglich und wirkungslos, indem sie Versammlungen verhinderten und keine mediale Präsenz gestatteten. Letztlich gewann er nur 1,6 % der Stimmen.
Nach der Flucht Ben Alis aus Tunesien infolge der revolutionären Ereignisse im Januar 2011 wurde Brahim am 17. Januar als Minister für Höhere Bildung in die nationale Übergangsregierung berufen. Für die Wahl zur Verfassunggebenden Versammlung bildete Ettajdid eine entschieden säkularistische Allianz namens Demokratisch-Modernistischer Pol (PDM). Dieser bezog im Wahlkampf deutlich Stellung gegen die islamistische Ennahda-Partei und thematisierte die angeblich drohende Islamisierung des Landes. Bei der Wahl schnitt der Block deutlich schwächer als allgemein erwartet ab und errang nur 5 der 217 Sitze in der Verfassunggebenden Versammlung. Im April 2012 gründete Ettajdid gemeinsam mit der kleineren Tunesischen Arbeiterpartei und zuvor parteilosen Mitgliedern des Demokratisch-Modernistischen Pols die neue Partei Sozial-Demokratischer Weg.